# Bagrati-Kathedrale

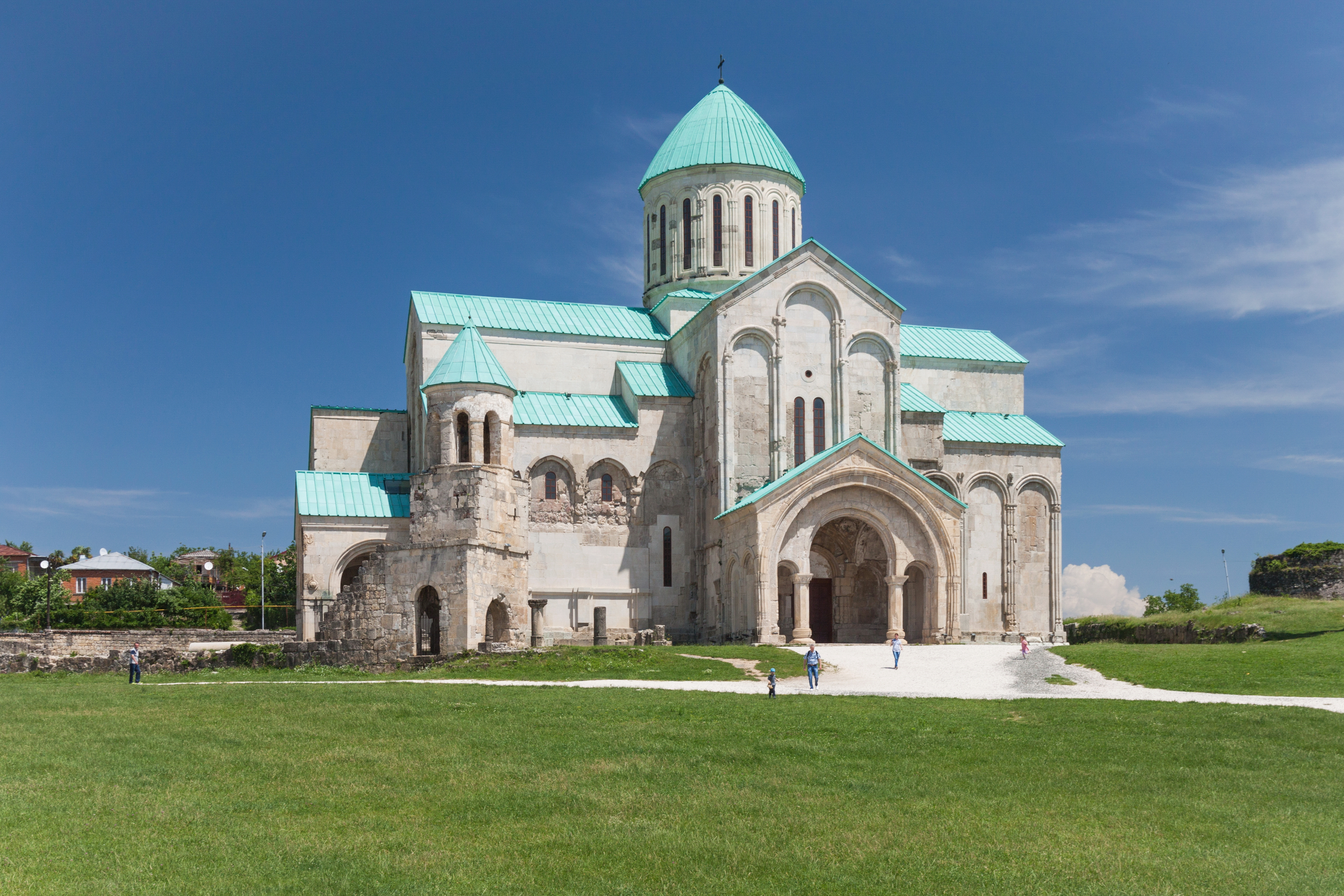
Rekonstruierte Bagrati-Kathedrale (2014)

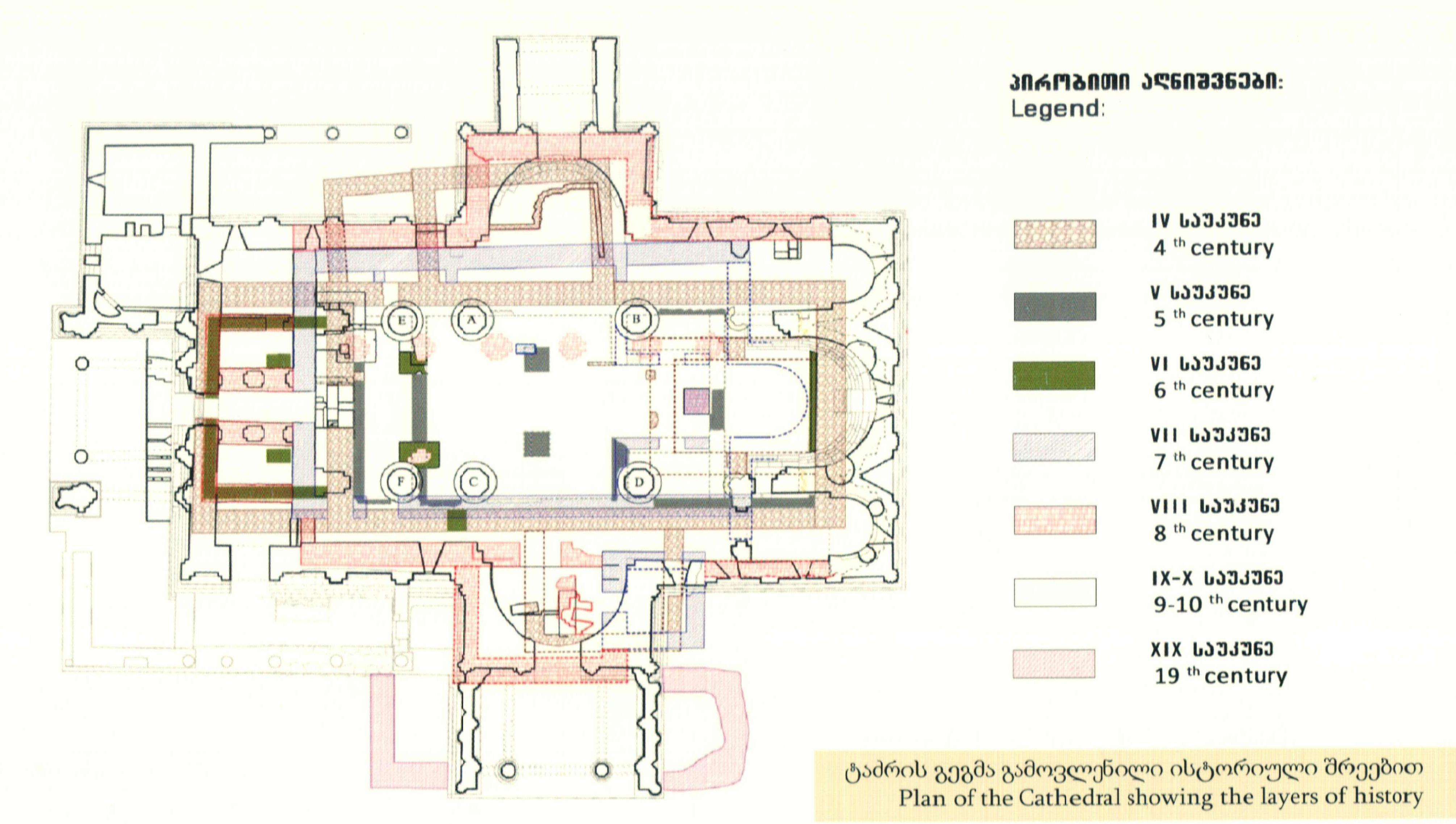
Grundriss der Bagrati-Kathedrale und ihrer Vorgängerbauten

Die Bagrati-Kathedrale (georgisch ბაგრატი; ბაგრატის ტაძარი), eigentlich Kirche des Entschlafens der hochheiligen Gottesgebärerin (georgisch ყოვლადწმინდა ღვთისმშობლის მიძინების ტაძარი) ist eine Kathedrale aus dem 11. Jahrhundert, errichtet in Kutaissi in Georgien.

## Geschichte
Die Kathedrale befindet sich auf dem Ukimerioni-Hügel über dem Fluss Rioni. Bei Ausgrabungen anlässlich der Rekonstruktion 2003 wurden unter der Kirche Überreste prähistorischen Gebäude sowie Fundamente mehrerer nur wenig kleinerer Vorgängerbauten gefunden. Eine Basilika aus dem 6. Jahrhundert wurde vermutlich von den Persern zerstört und wurde im 7./8. Jahrhundert größer wieder aufgebaut.
Die Kirche des Entschlafens der hochheiligen Gottesgebärerin wurde am Anfang des 11. Jahrhunderts unter der Herrschaft des Königs Bagrat III. (reg. 978–1014) erbaut. Auf der Nordwand befindet sich eine Inschrift, die über die Fertigstellung der Kirche im Jahre 1003 berichtet.
Die Kirche wurde 1692 von den Osmanen, die das Königreich Imeretien überfallen hatten, verwüstet und gesprengt, wobei die Kuppel und die Decken einstürzten.
Die schwer beschädigte Kirche wurde zunächst nicht wiederaufgebaut. Im Jahr 1952 begannen die Restaurierungsarbeiten.

## Bau
Die Dreikonchenanlage mit einer großen zentralen Kuppel orientiert sich an 973 unter David III. Magistros fertiggestellten Klosterkirche in Öşk Vank (Oschki). Die drei halbrunden Apsiden sind hinter einer geraden Ostwand verborgen, dreieckige Nischen an der Außenseite zeigen die Lage der Apsiden an. Ein von vier freistehenden Pfeilern getragener Tambour erhöht die Kuppel.

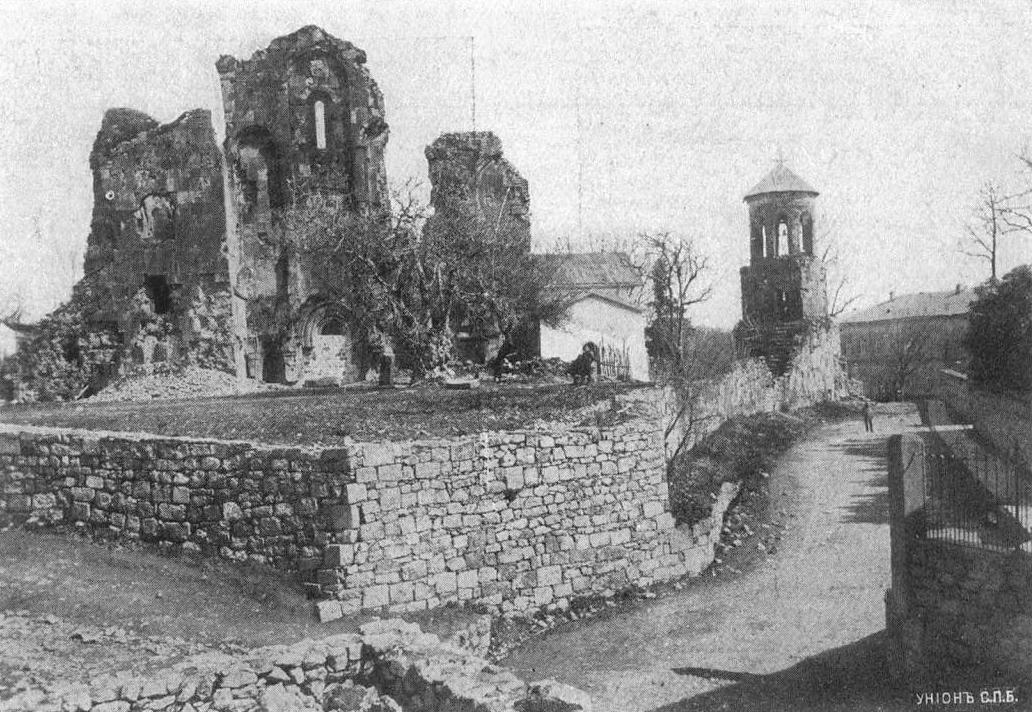
Ruinen im Jahr 1913
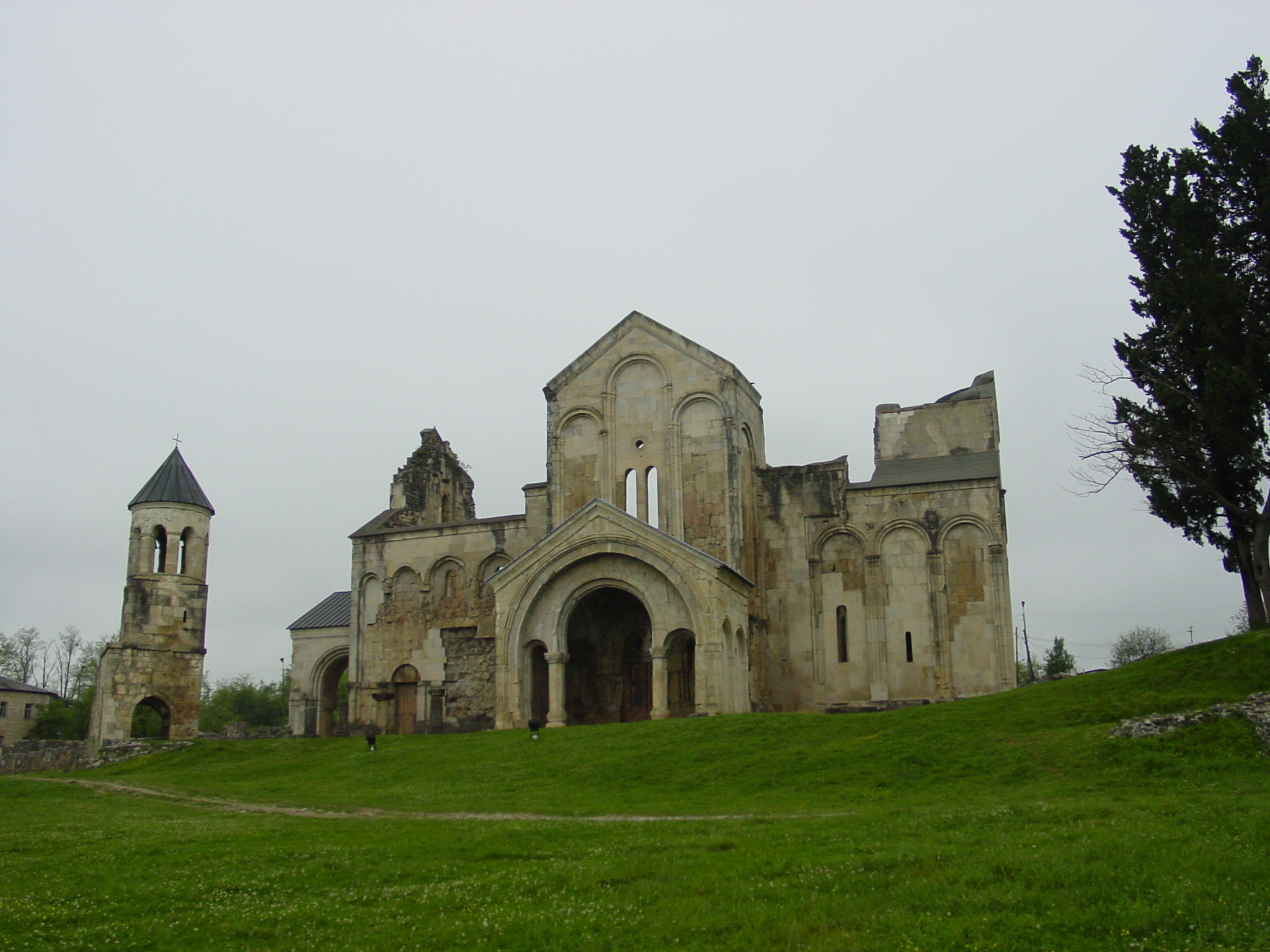
Kathedrale im Jahr 2006
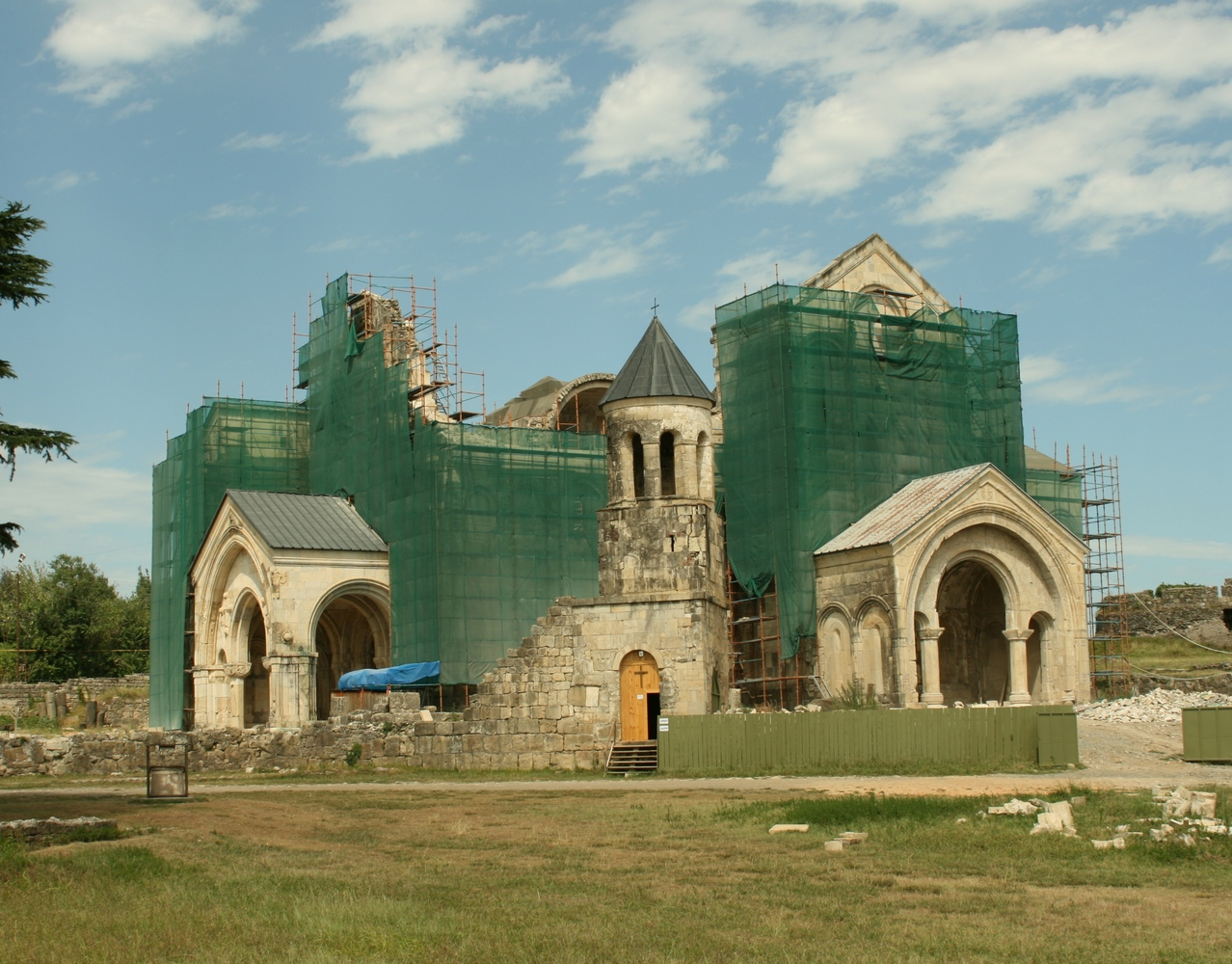
Rekonstruktion (2010)

## Weltkulturerbe
1994 wurde die Kathedrale gemeinsam mit dem Kloster Gelati auf die Liste des UNESCO-Weltkulturerbes eingetragen. 2001 wurde die Kirche der Georgischen Orthodoxen Apostelkirche übergeben. Entgegen der Empfehlung des ICOMOS wurde die Kirche in ihrer ursprünglichen Form rekonstruiert und 2012 fertiggestellt. Die UNESCO setzte die Kathedrale daraufhin noch während der Bauphase auf die Liste des gefährdeten Welterbes und strich sie 2017 aus der Welterbestätte, in der nur noch das Kloster Gelati verbleibt.